# Ganløse (parochie)
Ganløse is een parochie van de Deense Volkskerk in de Deense gemeente Egedal. De parochie maakt deel uit van het bisdom Helsingør en telt 2884 kerkleden op een bevolking van 3425 (2004). 
De parochie was tot 1970 deel van Ølstykke Herred. In dat jaar werd de parochie opgenomen in de nieuwe gemeente Stenløse. Deze ging in 2007 op in de fusiegemeente Egedal.
Alsønderup · Annisse · Asminderød · Avedøre · Bagsværd · Ballerup · Birkerød · Bistrup · Blistrup · Blovstrød · Brøndby Strand · Brøndbyøster · Brøndbyvester · Buddinge · Christians · Draaby · Dyssegård · Egebæksvang · Engholm · Esbønderup · Farum · Ferslev · Fløng · Frederiksborg Slotssogn · Frederikssund · Frederiksværk · Gadevang Kirkedistrikt · Gammel Holte · Ganløse · Gentofte · Gerlev · Gilleleje · Gladsaxe · Glostrup · Gørløse · Græse · Græsted · Grøndalslund · Grønholt · Grønnevang · Gurre Kirkedistrikt · Haralds · Hareskov Kirkedistrikt · Hedehusene · Hellebæk · Hellerup · Helleruplund · Helsinge · Hendriksholm · Herlev · Herstedøster · Herstedvester · Hillerød · Høje Tåstrup · Hornbæk · Hørsholm · Humlebæk · Hvidovre · Ishøj · Islebjerg · Islev · Jægersborg · Jørlunde · Karlebo · Kokkedal · Kongens Lyngby · Kregme · Krogstrup · Kyndby · Ledøje · Lille Lyngby · Lillerød · Lindehøj · Lundtofte · Lynge · Maglegårds · Måløv · Mårum · Melby · Mørdrup · Mørkhøj · Nærum · Nødebo · Nørre Herlev · Ny Holte · Nygårds · Ølsted · Ølstykke · Oppe Sundby · Opstandelseskirkens · Ordrup · Pederstrup · Præstebro · Præstevang · Ramløse · Reerslev · Risbjerg · Rødovre · Rønnevang · Rungsted · Sankt Mariæ · Sankt Olai · Selsø · Sengeløse · Sigerslevvester · Skævinge · Skibby · Skoven Kirkedistrikt · Skovlunde · Skovshoved · Skuldelev · Slagslunde · Slangerup · Smørum · Snostrup · Søborg · Søborggård · Søborgmagle · Søllerød · Sorgenfri · Stengård · Stenløse · Sthens · Strandmarks · Strø · Taarbæk · Tåstrup Nykirke · Tibirke · Tikøb · Tjæreby · Torslunde · Torup · Uggeløse · Ullerød · Uvelse · Værløse · Valby · Vallensbæk · Vangede · Vedbæk · Vejby · Veksø · Vellerup · Vestervang · Villingerød · Vinderød · Virum